# Rothaubengärtner
Der Rothaubengärtner (Amblyornis subalaris), auch Rothauben-Laubenvogel genannt, ist eine Art aus der Familie der Laubenvögel (Ptilonorhynchidae) und ist ein Vertreter der Avifauna Neuguineas. Im Vergleich zu den in Australien vorkommenden Chlamydera-Arten oder dem Seidenlaubenvogel ist diese zur Gattung Amblyornis gehörende Art auf Grund des schlechter zugänglichen Verbreitungsgebiets vergleichsweise wenig erforscht.
Der Rothaubengärtner ist mit einer Körperlänge von bis zu 24 Zentimeter einer der kleineren Vertreter in der Familie der Laubenvögel und entspricht etwa der Größe einer kleinen Drossel. Er zählt zu den Arten, zu deren Balzverhalten der Bau einer Laube durch das Männchen gehört. Es werden keine Unterarten für diese Art unterschieden.
Rothaubengärtner sind sehr langlebig und brauchen mehrere Jahre, bis sie ihre Geschlechtsreife erreicht haben. Auf Grund der Intelligenzleistung, die sie beim Bau ihrer Lauben zeigen, werden sie zu den intelligentesten unter den Vögeln gezählt. Ihre Bestandssituation wird laut IUCN als ungefährdet (least concern) eingestuft.

## Merkmale

### Erscheinungsbild
Der Rothaubengärtner erreicht eine Körperlänge von bis zu 24 Zentimeter, wovon 8 bis 9,4 Zentimeter auf den Schwanz entfallen. Die Schnabellänge beträgt 2,35 bis 2,98 Zentimeter. Sie erreichen ein Körpergewicht zwischen 95 und 122 Gramm.
Bei dem Männchen sind das Gesicht und die Körperoberseite zimtbraun ohne weitere Farbabzeichen. Die Zügel und die Federn seitlich der Federhaube sind etwas dunkler und rötlicher. Am hinteren Scheitel sind die Federn verlängert und von orangeroter Farbe. Die Spitzen dieser Federhaube sind etwas rötlicher bis dunkelbraun.
Die Körperunterseite ist blasser als die Körperoberseite, die Mitte des Kinns, die Kehle und die vordere Brust sind fast rötlich olivbraun. Die Schenkel und die Unterschwanzdecken sind dunkelbraun. Das Schwanzgefieder ist olivbraun mit weißen Federschäften. Die Iris ist dunkelbraun, der Schnabel schwärzlich mit einer helleren Schnabelspitze.
Das Weibchen ähnelt dem Männchen, ihm fehlt normalerweise die orangerote Federhaube. Ältere Weibchen können am hinteren Weibchen eine bis mehrere verlängerte Federn aufweisen. Diese sind entweder orangerot wie beim adulten Männchen oder entsprechen dem zimtbraun der Körperoberseite.
Es ist noch nicht geklärt, ab welchem Lebensalter subadulte Männchen eine verlängerte Federhaube aufweisen.

### Stimme
Clifford und Dawn Frith vergleichen das Stimmrepertoire des Rothaubengärtners mit dem des Goldhaubengärtners, weisen aber darauf hin, dass hier noch genauere Studien ausstehen.

## Verbreitungsgebiet und Unterarten

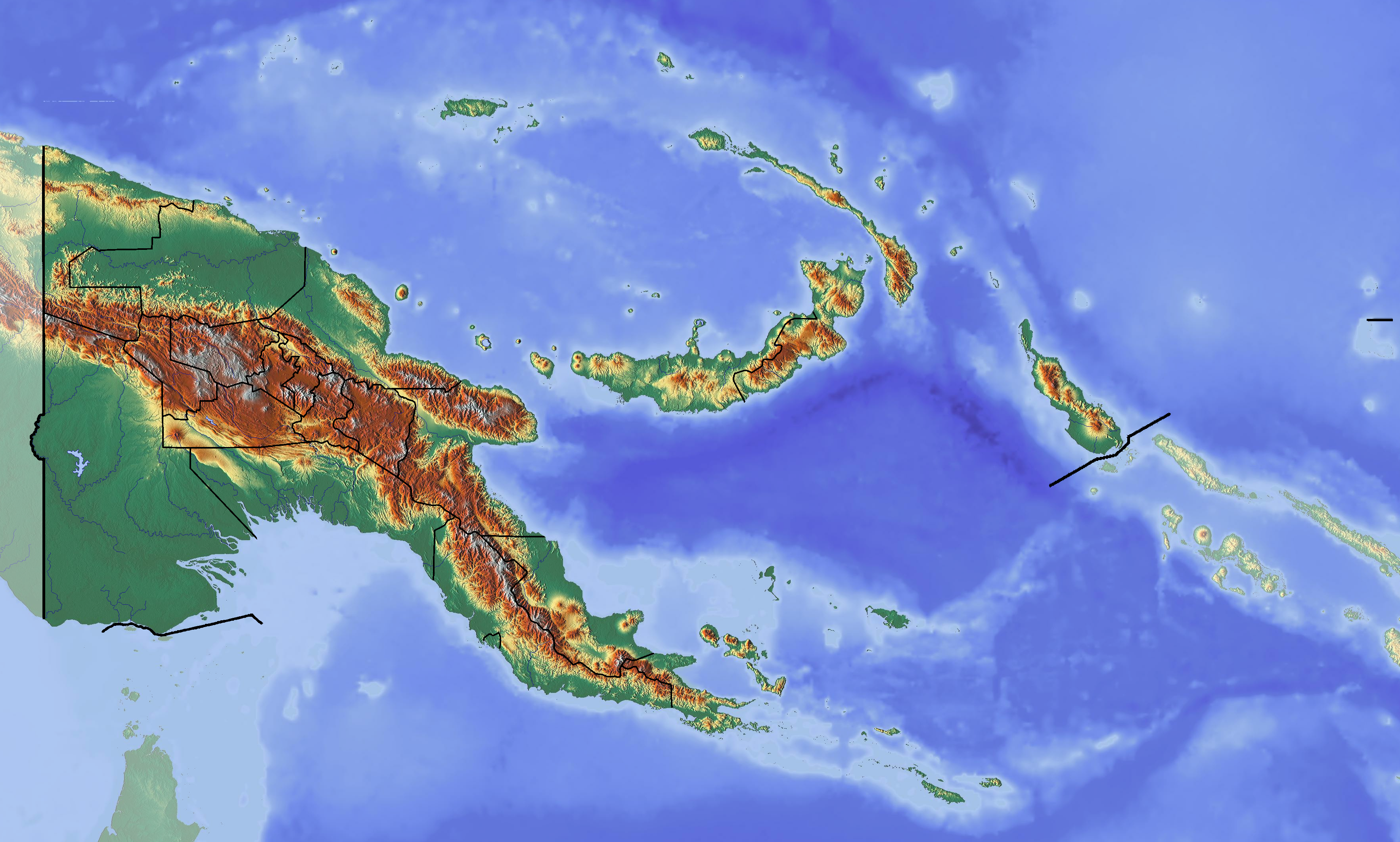
Karte Neuguineas

Der Rothaubengärtner kommt lediglich auf der südöstlichen Halbinsel Neuguineas vor. Das Verbreitungsgebiet erstreckt sich vom Nordwesten Port Moresbys über die Milne-Bucht bis zum Mount Suckling.
Der Lebensraum des Rothaubengärtners sind Bergwälder in niedrigen Höhen. Seine Höhenverbreitung reicht von 670 bis 1200 Meter, sehr selten ist er auch noch in Höhen von 1500 Metern zu beobachten. In höheren Regionen wird er von dem Goldhaubengärtner abgelöst, die Verbreitungsgebiete der beiden Arten überlappen sich nur selten.
Der Rothaubengärtner kommt nur in Primärwald vor. Die von ihm bewohnten Wälder sind von Bäumen der Gattungen Lithocarpus und Scheinkastanien dominiert. Er ist in seinem Verbreitungsgebiet durchaus häufig, allerdings fällt er nur selten auf.

## Nahrung und Nahrungserwerb
Es liegen zum Nahrungsverhalten des Rothaubengärtners bislang keine Studien vor. Es ist aber sehr wahrscheinlich, dass er sich wie die übrigen Arten der Gattung Amblyornis von Früchten und Insekten ernährt.

## Fortpflanzung
Die Männchen des Rothaubengärtners sind vermutlich polygyn, das heißt, sie paaren sich mit mehreren Weibchen. Das Weibchen baut alleine das Nest, bebrütet alleine das Gelegen und zieht allein die Jungvögel auf. Die Männchen werben um die Weibchen mit dem Bau von Lauben, die wie beim Säulengärtner und den anderen Amblyornis-Arten zum Typus „Maibaum“ gehören. Im Vergleich dem Goldhauben- und dem Gelbscheitelgärtner gehört die Laube des Rothaubengärtner gemeinsam mit dem Hüttengärtner zu den vergleichsweise komplexeren Konstruktionen, da er wie diese einen Maibaum errichtet, der von einer hüttenartigen Konstruktion überwölbt ist.
Clifford und Dawn Frith halten es für möglich, dass der Rothaubengärtner durch den verbreiteteren Goldhaubengärtner – der mit einer Körperlänge von bis zu 26 Zentimeter geringfügig größer ist – in niedrigere Höhenlagen verdrängt wurde. Die komplexer gebaute Laube ist aus ihrer Sicht möglicherweise auch ein Resultat einer stärkeren Abgrenzung der beiden Arten voneinander.

### Laube
Die Lauben des Rothaubengärtners stehen typischerweise an Hängen unweit des jeweiligen Hügelkamms. Sie werden gewöhnlich im Schatten eines Baumes errichtet. Der Abstand zwischen den einzelnen Lauben ist vergleichsweise gering. Er beträgt 50 bis 200 Meter, wobei durchschnittlich die Entfernung bis zur nächsten Laube zwischen 50 und 75 Meter beträgt.
Die einzelnen Lauben bestehen aus einem zentralen Maibaum, der entlang eines Baumsprösslings mit einer Höhe von bis zu fünf Metern errichtet wird. Der Maibaum besteht aus kleinen Ästchen und Farnwedeln. Darüber befindet sich eine hüttenartige Struktur von Ästchen. Die gesamte Konstruktion ist zwischen 60 und 80 Zentimeter hoch und zwischen 90 und 120 Zentimeter breit. Die hüttenartige Struktur öffnet sich vorne zu einer kleinen Plattform, links und rechts davon befindet sich ein tunnelartiger Eingang in die Hütte, die jeweils 10 bis 12 Zentimeter breit sind. Wie zahlreiche Laubenvögel schmückt der Rothaubengärtner seine Laube. Er verwendet dazu zahlreiche blaue, violette, mauvefarbene, rote, gelbe und cremefarbene Früchte, Blüten und Blätter. Diese werden meist am Maibaum abgelegt. Größere Früchte, Blüten, Blätter sowie die Deckflügel von Käfern, Stücke von Baumharz und Pilze werden vor der Hütte und auch auf dem Dach der Hütte abgelegt. Die einzelnen Schmuckobjekte sind häufig nach ihrer Farbe sortiert.
Bei Studien konnte festgestellt werden, dass die Männchen häufiger von Weibchen besucht werden, wenn die Lauben sorgfältig dekoriert und eine größere Anzahl von blauen Schmuckobjekten aufweisen. Blaue Früchte oder Blüten sind in dem Lebensraum des Rothaubengärtners vergleichsweise selten. Die Größe der Lauben hat dagegen keinen Einfluss darauf, wie häufig sich Weibchen an der Laube einfinden.

### Balzzeit
Die Männchen halten sich in den Monaten September bis Dezember an ihren Lauben auf. Im September sind die Lauben in der Regel sehr gut gepflegt, gegen Ende Dezember stellt das Männchen die weitere Arbeit und Reparatur an der Laube auf.
Während der Balzzeit verbringen die Männchen etwa die Hälfte der Tageszeit in Laubengänge. Eine Zerstörung der Laube durch konkurrierende Männchen oder ein Diebstahl von Schmuckobjekten durch sie konnte bislang nicht beobachtet werden. Dieses Verhalten ist jedoch für viele Laubenvögel typisch und Clifford und Dawn Frith weisen darauf hin, dass möglicherweise die aufgestellten Kameras sich auf das Verhalten konkurrierender Männchen auswirkte.

### Balz
Findet sich ein Weibchen in der Nähe der Laube ein, sucht das mit Rufen werbende Männchen die Hütte auf. Sobald das Weibchen erst auf dem vorderen Laubdach und dann auf der Plattform landet, verändern sich die Rufe des Männchens. Sie werden leiser und die Rufe inokulieren gurgelnde Laute und metallisches Klicken. Das Männchen nähert sich dann sehr schnell und mit gesträubter Haube dem Laubeneingang und gibt dabei einen scharfen pop-Laut von sich, dem erneut gurgelnde Laute folgen. Ist das Weibchen auf der Plattform verblieben, kommt es dann zur Paarung. Der eigentliche Paarungsakt dauert nur 3 Sekunden, die Balz um das Weibchen mindestens 189 Sekunden.

### Nest und Brut
Nester des Rothaubengärtners mit angebrüteten Eiern wurden bislang in den Monaten Dezember und Januar gefunden. Das Nest ist napfförmig und aus Ästchen und toten Blättern gebaut. Alle bislang untersuchten Nester enthielten jeweils nur ein Ei. Das Frischvollgewicht beträgt 19,7 Gramm, das entspricht etwa 18,1 Prozent des durchschnittlichen Körpergewichts eines Weibchens.
Über die Aufzucht der Nestlinge und ihre Entwicklung ist bislang nicht bekannt.

## Rothaubengärtner und Menschen
William Ingram überreichte 1908 zwei Rothaubengärtner dem Londoner Zoo und ein weiterer Vogel dieser Art wurde dem Zoo 1909 übergeben. Letzterer überlebte 7 Jahre in Gefangenschaftshaltung.
Das Koari-Volk, das im Süden des Owen-Stanley-Gebirges lebt, nutzen die Haubenfedern des Männchens als Schmuck.